# 3267 Glo
A 3267 Glo (ideiglenes jelöléssel 1981 AA) egy marsközeli kisbolygó. Edward L. G. Bowell fedezte fel 1981. január 3-án.
Nevét Eleanor Francis "Glo" Helin (1932 – 2009) amerikai csillagász után kapta.